# Deportacija
Deportacija ali izgon je izraz za prisilno preselitev posameznika ali dela prebivalstva v drug, oddaljen kraj. Izraz izvira iz latinske besede deportare, ki pomeni odnesti, odvesti, izgnati.
Gre za kazensko sankcijo, ki ima korenine globoko v zgodovini, pogosto pa se kot kazenska sankcija uporablja tudi danes. Vse države imajo še danes v svojih zakonodajah zapisan ukrep deportacije. Tako lahko država deportira tuje državljane, ki so na njenem ozemlju storili resno kaznivo dejanje, so ilegalno prestopili državno mejo, zlorabili ali prekoračili bivalno vizo ali so kako drugače izgubili pravni status, s katerim so bivali v državi. gostiteljici.